# 李存穆烈士墓
李存穆烈士墓，位于中国广东省揭阳市普宁市里湖镇富美村大架山，为普宁市的一个市级文物保护单位，类型为近现代重要史迹及代表性建筑，公布时间为1988年。
李存穆烈士墓建于1931年。